# Премія «Давид ді Донателло» найкращому іноземному актору
Премія «Давид ді Донателло» найкращому іноземному актору (італ. David di Donatello per il miglior attore straniero) — один з призів національної італійської кінопремії Давид ді Донателло, який присуджували з 1957 по 1996 рік.

## Список лауреатів
| Рік  | Актор                 | Фото            | Фільм / оригінальна назва                                         | Країна          |
| 1957 | Лоуренс Олів'є        |                 | «Річард III» / Richard III                                        | Велика Британія |
| 1958 | Марлон Брандо         |                 | «Сайонара» / Sayonara                                             | США             |
| 1958 | Чарльз Лотон          |                 | «Свідок обвинувачення» / Witness for the Prosecution              | Велика Британія |
| 1959 | Жан Габен             |                 | «Сильні світу цього» / Les Grandes Familles                       | Франція         |
| 1960 | Кері Грант            |                 | «На північ через північний захід» / North by Northwest            | США             |
| 1961 | Чарлтон Гестон        |                 | «Бен-Гур» / Ben-Hur                                               | США             |
| 1962 | Ентоні Перкінс        |                 | «Чи любите ви Брамса?» / Goodbye Again                            | США             |
| 1962 | Спенсер Трейсі        |                 | «Нюрнберзький процес» / Judgment at Nuremberg                     | США             |
| 1963 | Грегорі Пек           |                 | «Убити пересмішника» / To Kill a Mockingbird                      | США             |
| 1964 | Пітер О'Тул           |                 | «Лоуренс Аравійський» / Lawrence of Arabia                        | Велика Британія |
| 1964 | Фредрік Марч          |                 | «Сім днів у травні» / Seven Days in May                           | США             |
| 1965 | Рекс Гаррісон         |                 | «Моя прекрасна леді» / My Fair Lady                               | Велика Британія |
| 1966 | Річард Бартон         |                 | «Шпигун, що прийшов з холоду» / The Spy Who Came in from the Cold | Велика Британія |
| 1967 | Річард Бартон         |                 | «Приборкання непокірної» / The Taming of the Shrew                | Велика Британія |
| 1967 | Пітер О'Тул           |                 | «Ніч генералів» / The Night of the Generals                       | Велика Британія |
| 1968 | Воррен Бітті          | [[Файл:\|80px]] | «Бонні і Клайд» / Bonnie and Clyde                                | США             |
| 1968 | Спенсер Трейсі        |                 | «Вгадай, хто прийде на обід?» / Guess Who's Coming to Dinner      | США             |
| 1969 | Род Стайгер           |                 | «Сержант» / The Sergeant                                          | США             |
| 1970 | Пітер О'Тул           |                 | «Прощавайте, містер Чіпс» / Goodbye Mr. Chips                     | Велика Британія |
| 1970 | Дастін Гоффман        |                 | «Опівнічний ковбой» / Midnight Cowboy                             | США             |
| 1971 | Раян О'Ніл            |                 | «Історія кохання» / Love Story                                    | США             |
| 1972 | Тополь                |                 | «Скрипаль на даху» / Fiddler on the Roof                          | США             |
| 1973 | Ів Монтан             |                 | «Сезар і Розалі» / César et Rosalie                               | Італія          |
| 1973 | Лоуренс Олів'є        |                 | «Гра на виліт» / Sleuth                                           | Велика Британія |
| 1974 | Роберт Редфорд        |                 | «Афера» / The Sting                                               | США             |
| 1974 | Аль Пачіно            |                 | «Серпіко» / Serpico                                               | США             |
| 1975 | Берт Ланкастер        |                 | «Сімейний портрет в інтер'єрі» / Gruppo di famiglia in un interno | США             |
| 1975 | Джек Леммон           |                 | «Перша шпальта» / The Front Page                                  | США             |
| 1975 | Волтер Метгау         |                 | «Перша шпальта» / The Front Page                                  | США             |
| 1976 | Філіпп Нуаре          |                 | «Стара рушниця» / Le Vieux Fusil                                  | Франція         |
| 1976 | Джек Ніколсон         |                 | «Пролітаючи над гніздом зозулі» / One Flew Over the Cuckoo's Nest | США             |
| 1977 | Сільвестер Сталлоне   |                 | «Роккі» / Rocky                                                   | США             |
| 1977 | Дастін Гоффман        |                 | «Марафонець» / Marathon Man                                       | США             |
| 1978 | Річард Дрейфус        |                 | «До побачення, люба» / The Goodbye Girl                           | США             |
| 1979 | Річард Гір            | [[Файл:\|80px]] | «Дні жнив» / Days of Heaven                                       | США             |
| 1979 | Мішель Серро          |                 | «Клітка для диваків» / La cage aux folles                         | Франція         |
| 1980 | Дастін Гоффман        |                 | «Крамер проти Крамера» / Kramer vs. Kramer                        | США             |
| 1980 | Джек Леммон           |                 | «Китайський синдром» / The China Syndrome                         | США             |
| 1981 | Берт Ланкастер        |                 | «Атлантик-Сіті» / Atlantic City                                   | США             |
| 1982 | Клаус Марія Брандауер |                 | «Мефісто» / Mephisto                                              | Австрія         |
| 1983 | Пол Ньюман            |                 | «Вердикт» / The Verdict                                           | США             |
| 1984 | Вуді Аллен            |                 | «Зеліг» / Zelig                                                   | США             |
| 1985 | Том Галс              |                 | «Амадей» / Amadeus                                                | США             |
| 1986 | Вільям Герт           |                 | «Поцілунок жінки-павука» / Kiss of the Spider Woman               | США             |
| 1987 | Декстер Гордон        |                 | «Опівнічний джаз» / Round Midnight                                | США             |
| 1988 | Майкл Дуглас          |                 | «Волл-стріт» / Wall Street                                        | США             |
| 1989 | Дастін Гоффман        |                 | «Людина дощу» / Rain Man                                          | США             |
| 1990 | Філіпп Нуаре          |                 | «Життя і більш нічого» / La vie et rien d'autre                   | Франція         |
| 1991 | Джеремі Айронс        |                 | «Виворіт долі» / Reversal of Fortune                              | Велика Британія |
| 1992 | Джон Туртурро         |                 | «Бартон Фінк» / Barton Fink                                       | США             |
| 1993 | Данієль Отей          |                 | «Крижане серце» / Un coeur en hiver                               | Франція         |
| 1994 | Ентоні Гопкінс        |                 | «Залишок дня» / The Remains of the Day                            | США             |
| 1995 | Джон Траволта         |                 | «Кримінальне чтиво» / Pulp Fiction                                | США             |
| 1996 | Гарві Кейтель         |                 | «Дим» / Smoke                                                     | США             |